# Venus van Brassempouy

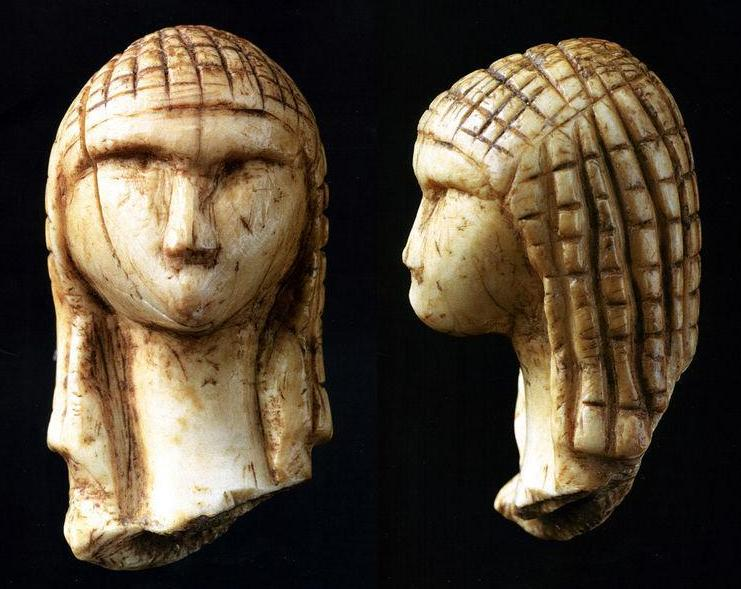
Venus van Brassempouy; voor- en zijaanzicht

De Venus van Brassempouy of Dame de Brassempouy is een fragment van een beeldje van ivoor uit het Laat-paleolithicum.
Het slechts 3,65 cm hoge kopje is de oudst bekende nauwkeurige voorstelling van een gezicht en gedetailleerd haar of een kap. Het is tussen de 22.000 en 26.000 jaar oud en stamt uit het Gravettien. Het is afkomstig uit de Grotte du Pape, Brassempouy (Aquitaine, Landes) in Frankrijk. Het beeldje werd samen met andere beeldfragmenten in 1894 opgegraven door Édouard Piette in een bewoningslaag uit het Gravettien.